# Michiel Kramer
Michiel Kramer (Rotterdam, 3 dicembre 1988) è un calciatore olandese, attaccante del RKC Waalwijk.

## Carriera
Cresce tra le giovanili dell'Excelsior prima, e NAC Breda poi, con cui farà il proprio esordio in Eredivisie. Ci resterà dal 2007 al 2009 collezionando 11 presenze senza mai segnare. Passato in prestito al Volendam e poi acquistato a parametro zero, Kramer comincia a trovare più continuità fino all' anno 2012/13, dove realizza 22 reti in 32 partite nella Eerste Divisie, serie cadetta olandese. Acquistato dall' ADO Den Haag nel luglio 2013, tornando così in Eredivisie, segna 7 volte in 26 partite.
Il 7 agosto 2015 viene ceduto dall'ADO Den Haag a titolo definitivo al Feyenoord per 1,5 milioni di euro con contratto fino al 31 gennaio 2018.
Il 12 febbraio 2018 firma, da svincolato, un contratto con lo Sparta Rotterdam ma rescinderà il 19 aprile 2018.
Il 1 luglio 2018 firma, da svincolato, un contratto con il Maccabi Haifa.
Il 23 gennaio 2019 viene ceduto a titolo gratuito al Football Club Utrecht.
Il 31 luglio 2019 viene ceduto a titolo gratuito all'ADO Den Haag, società con la quale il giocatore firma un contratto fino al 30 giugno 2021.

## Palmarès

### Club

#### Competizioni nazionali
- Coppa dei Paesi Bassi: 1

Feyenoord: 2015-2016
- Campionato olandese: 1

Feyenoord: 2016-2017
- Supercoppa dei Paesi Bassi: 1

Feyenoord: 2017